# Maryat Lee
Mary Attaway Lee (Covington, Kentucky, 26 mei 1923 - Hinton, West Virginia, 18 september 1989) was een regisseuse van Amerikaanse afkomst. Haar straat- en ecotheater situeerde zich binnen de naoorlogse avant-garde. Lee zette zich af tegen het gangbare theater van haar tijd en door het theater weer 'thuis' te brengen. Ze vatte het toneelspel op als een natuurlijk menselijk vermogen om kleine verhalen te brengen. Zodoende voorzag ze het theater van een gemeenschapsvormende rol met een krachtige emancipatorische impact. Lee zette zich in voor een arm theater dat was ontdaan van overbodige franjes, en dat ook kon werken met een laag of zelfs geen budget. In die zin wordt haar straat- en ecotheater ook beschouwd als Grassroots.

## Opleiding
In 1941 volgde Mayrat Lee een theateropleiding aan de Northwestern University. Het programma van de school stelde haar teleur. Het was te commercieel, te artificieel. Bovenal bracht de studie haar niet dichter bij de gemeenschapsvormende praxis waar ze op dat moment naar op zoek was. Voor Lee was theater een middel bij uitstek om zowel op individueel als op collectief vlak een hogere vorm van zelfverwezenlijking na te streven.
Ontgoocheld met wat zij ervoer als oppervlakkig entertainment stapte ze over naar de Wellesley College waar ze in 1945 afstudeerde met een Bachelor in de Bijbelstudie. Tijdens deze periode raakte ze geïnspireerd door de zogenaamde 'wilde straten' van Harlem; een voor haar uitgelezen plek om de gemeenschapsvormende kracht van het theater in de praktijk om te zetten.
Tussen 1953 en 1955 reisde Lee door Europa. Ze belandde in Engeland en Frankrijk als lid van het International Theatre Institute. Ze werkte als productiemanager en als kostuumontwerpster voor diverse theaters. Gedurende deze jaren hernam ze eveneens haar Bijbelstudies. Ze deed onderzoek naar het verband tussen drama en religie en met de thesis A Practical Inquiry into the Matter of Drama and Religion verwierf ze in 1955 uiteindelijk haar Masterdiploma.
Tijdens de jaren vijftig en zestig kwamen enkele ontmoetingen en samenwerkingen tot stand, die haar werk in hoge mate beïnvloedden. Zo nam ze in 1950 onder leiding van de antropologe Margaret Mead deel aan het Oral History Project. De orale overlevering als thema liep als een rode draad doorheen Lee's theaterwerk. Daarnaast was de ontmoeting met de Amerikaanse schrijfster Flannery O'Connor in 1957 veelbetekenend. Ook uit deze samenkomst vloeide een levenslange vriendschap en correspondentie voort.
Voor een echte doorbraak in haar carrière echter was het wachten tot midden jaren zestig wanneer ze, daarbij gesteund door Joseph Chaikin en Jean-Claude van Itallie (The Open Theater), haar talenten als regisseuse en dramaturge tot volle bloei kon laten komen.

## Theaterwerk
Maryat Lee wilde het hermetische en elitaire theater van haar tijd openbreken door voorstellingen te maken in de openbare ruimte. Daarbij geïnspireerd door het Grieks theater en het middeleeuwse mysteriespel zocht ze naar een vorm van theater als gemeenschapsvormende praxis met spirituele inslag. Lee bracht het volkstheater eerst naar de getto's van New York en later naar de landelijke omgeving van West-Virginia.

### Dope!
“With a group of non-professional actors, Lee created a performance that dealt with the drug problem that plagued the streets of Harlem. A shaky platform on these streets became the scene for a free performance [...] it was the onset of what the director would later develop into eco-theatre. With the term 'eco', Lee referred to the greek word for 'house' or 'home'. She wished to turn the theatre - a place for seeing - into a place for seeing home, raising questions about our 'home'.”
Wanneer Harlem in 1951 geteisterd werd door een drugsproblematiek, werd Lee gevraagd om dit thema op te nemen in een toneelstuk. Het resulterende Dope! ging in première op 25 april 1951 voor een staande menigte van ongeveer tweeduizend man. Er werd gespeeld in de buitenwijken, op de begane grond en vanop de brandtrappen van woningen. Het stuk kreeg veel media-aandacht (World Telegraph, Variety, Life, New York Times,...) maar ondanks de Dope! heisa bleek al gauw niemand nog echt geïnteresseerd.

### Straattheater
“Street theater is not a question of where it takes place, but of where it comes out of. It would be unthinkable to send a company over to Germany and to call it a German theater [...]. But people send theaters to the streets and call them street theater. This is, in fact, a kind of insult to the streets.”
Midden jaren zestig ontmoette Lee geestesverwanten binnen het avant-garde theater van New York. Ze raakte bevriend met Joseph Chaikin (acteur bij The Living Theatre en oprichter van The Open Theatre). Daarbij aangemoedigd door Chaikin, begon ze in 1965 met het onderwijzen van straattheater aan de New School for Social Research in New York. Lee, voortaan een pionier op vlak van straattheater, voelde zich al gauw opnieuw aangetrokken tot de straten van Harlem.

#### SALT
Als reactie op de groeiende raciale spanningen zette Lee in 1968 het Soul and Latin Theater op poten. Doelstellingen van SALT: de bevordering van communicatie tussen mensen van verscheiden afkomst en leeftijd, het bijbrengen van vaardigheden binnen het domein van straattheater, het uitbouwen van een meer evenwichtig samenleven binnen de ghetto's.
SALT kende een enorm succes. Het gezelschap bestond uit tien acteurs en vijf medewerkers. Twee toneelstukken die vanuit improvisatorische principes tot stand kwamen werden tijdens de zomer van 1968 maar liefst vijfendertig maal opgevoerd. Hoewel de leden nooit slachtoffer van fysiek geweld werden liepen de spanningen voor, tijdens en na de voorstellingen vaak hoog op. Verbale uitwisselingen tussen het publiek en de groep werden als bedreigend ervaren.

#### Ecotheater
In 1970, opgebrand door de New Yorkse agressie, besloot Lee om terug te keren naar haar landelijke roots. Ze kocht een bescheiden boerderij in West Virginia en herstelde langzaam van de stress die de jaren in New York haar bezorgden. Vol van de landelijke omgeving en de volkse tradities, gebruikte ze de orale overlevering als stof voor een landelijke versie van het straattheater, een theater dat ze thans omdoopte tot EcoTheater. Het debuut werd gemaakt tijdens de zomer van 1975 met John Henry. Het stuk werd gespeeld op de begane grond, in velden en stadsparken. Vanaf 1978 bracht Lee grassroots drama's naar de pleinen en parkeerplaatsen rond commerciële centra over heel Zuid-West-Virginia.
EcoTheater bleef floreren tijdens de jaren die volgden. Eind jaren tachtig organiseerde Lee nog enkele werkplaatsen en stelde ze haar methodologie op. Zowel het werkboek als de ermee verbonden trainingen hebben heel wat aanhangers voortgebracht, getuige de groep rond Marshall Joyce.
“I was fortunate to do the full training (six week-long workshops) with Lee before her death in 1989. Since that time I have trained others to be playwright/directors and directed local performing troupes.”

### Werkproces
Met haar straat- en EcoTheater volgde Lee een voor haar tijd eigenzinnige procedure waarbij ze de theatertekst als secundair beschouwde. De dialoog ontwikkelde veelal door middel van een natuurlijk gesprek dat werd opgenomen in een script. De rollen in het script werden aangepast aan het aantal beschikbare acteurs. De acteurs stonden zodoende niet ten dienste van de fictie, het was eerder andersom: de thema's kwamen voort uit de gemeenschap waarbinnen het toneelstuk gemaakt werd en ook de rol van de regie werd beperkt tot 'medium' van en voor de gemeenschap.
Joyce Marshall, een student en volgeling van Lee, omschrijft het werkproces als volgt: de meeste scènes die binnen het EcoTheater ontstonden werden ontwikkeld op basis van mondelinge overlevering. Het ging om 'kleine verhalen', verhalen van de lokale bevolking over de tijdsgeest en de gemeenschap waarin ze verankerd waren. Lee ontwikkelde een samenwerkingsmodel tussen regisseur en acteur dat overeenkomsten vertoonde met een natuurlijk gesprek en waarbij de nadruk lag op de ongeremdheid en op de 'flow' van dat gesprek. Niettemin nam Lee, als regisseuse, in eerste instantie wel de autoriteit om het script te schrijven. Eens dat script er was, gaf ze de bevoegdheid door aan de acteurs die het vervolgens al improviserend naar hun hand zetten.

### Producties
1950 - Christmas Mystery Play

1951 - Dope! 

1955 - Kairos 

1960 - Meat Hansom 

1963 - The Tightrope Walker 

1964 - Fulmania 

1967 - Four Men and a Monster 

1968 - After the Fashionshow

1968 - The Classroom

1969 - Luba

1970 - Day to Day 

1971 – Fuse: A Mystery

1978 – Ole Miz Dacey 

1979 - John Henry

1980 - The Day Hinton Died 

1982 – The Hinton Play: A Double-Threated Life